# Pletzmühle

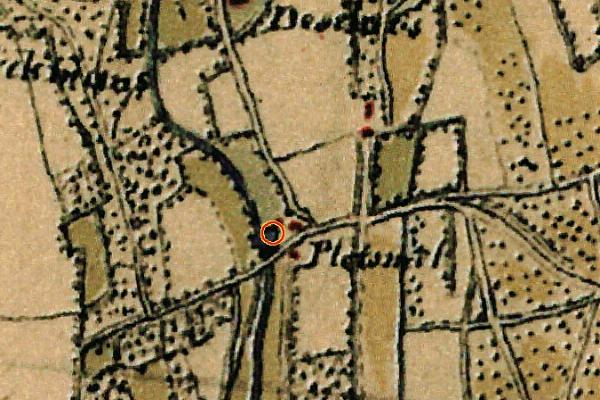
Die Pletzmühle auf der Tranchotkarte 1802/03

Die Pletzmühle war eine an der Gelderner Fleuth gelegene Wassermühle in der Stadt Geldern mit unterschlächtigem Wasserrad.

## Geographie
Die Pletzmühle hatte ihren Standort an der Gelderner Fleuth, Möhlendyck / In de Middag, im Ortsteil Baersdonk, in der Stadt Geldern, Kreis Kleve, in Nordrhein-Westfalen.
Die Gelderner Fleuth hat hier eine Höhe von ca. 23 m über NN. Die Pflege und Unterhaltung des Gewässers obliegt dem Niersverband, der in Viersen seinen Sitz hat.

## Geschichte
Die Pletzmühle gehörte zum Hof ter Moilen, einem geldrisches Lehen, die 1403 erwähnt wurde. 1423 war ein Sander ter Molen auf einer Liste mit Lehnsleuten benannt, die nach dem Tode Herzog Reinald IV., zur Verteidigung der Stadt Geldern einberufen waren, da man einen Erbfolgekrieg befürchtete. 1824 ist Peter Nilkens der Besitzer, der 1847 die Erlaubnis erhält, an seiner Getreidemühle, außer dem bisherigen Fruchtmahlgang, noch einen Graupen- und Ölgang anzulegen, so dass die verschiedenen Werke jedoch nur wechselweise betrieben werden können. Um 1930 wurde der Mahlbetrieb eingestellt.